# 早川種三

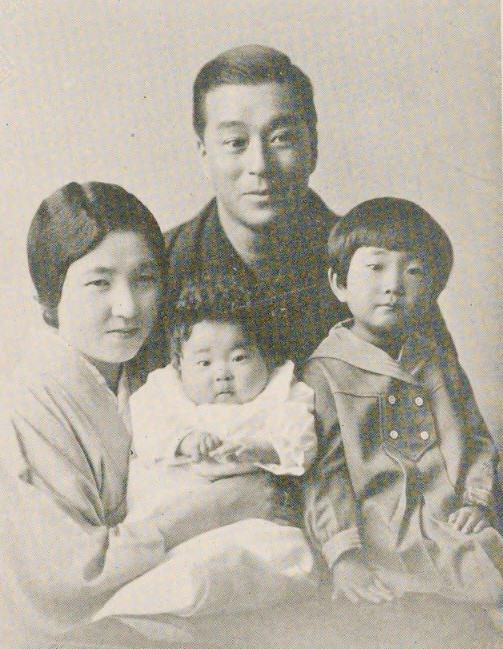
早川種三。妻の梅子と長女・雅子、二女・竹子

早川 種三（はやかわ たねぞう、1897年（明治30年）6月6日 - 1991年（平成3年）11月10日）は、日本の実業家。戦後数々の大型倒産において管財人として企業再建に取り組み、「会社再建の神様」と呼ばれている。

## 経歴
宮城県宮城郡七郷村南小泉（現仙台市）に早川智寛・長子夫妻の子として生まれる。父智寛は土建業で財を成したが、すでに第一線を退き、仙台商業会議所会頭や米穀取引所理事長などの名誉職にあった。後に仙台市長にも就任した。
慶應義塾大学在学中は茶屋遊びをはじめとする放蕩生活で遺産を蕩尽した。慶大を5回落第し､卒業するのに10年もかかった。20歳の時に父が財産分けしてくれた30万円（今だと2、3億円になる）を10年間にほぼ使い果たした。
登山やスキーに熱中し、槇有恒らとともに「1年に280日も山に入っていたときもある」というほどであった。1925年（大正14年）にはカナダ・アルバータ山への登山隊に槇と共に参加し、世界初の登頂に成功している（細川護立及び鹿子木員信の推挙で早川や槇が秩父宮雍仁親王にスキーを教えることになった際、親王が「アルバータ山がまだ何処の登山隊も登頂に成功していない」という話題を出したときに、早川が「金さえあれば登れます」と啖呵を切ったことがきっかけに、同席していた細川が資金の一部を提供すると述べたことでアルバータ山の登頂計画が始まったと言われている）。
1925年（大正14年）慶大卒業後、登山仲間とともにペンキ屋「紀屋（きや）」を起業するが、1930年（昭和5年）年末に得意先の東京建鐵が経営不振に陥り経営陣に迎えられる。これを機に早川の企業再建請負人としてのキャリアをスタートする。
戦後、日本特殊鋼（現・大同特殊鋼）・佐藤造機（現・三菱マヒンドラ農機）の管財人を務め、1974年（昭和49年）に当時史上最大の倒産と言われた興人の経営破綻にあたって周囲から推される格好で管財人に推された。早川の指揮の下、興人は1989年に再建を完了した。2年後の1991年（平成3年）に死去した。94歳没。

## 早川の企業再建方針
従業員のやる気を如何に引き出すかが重要であるとの持論を持ち、企業が経営破綻したのは従業員が働き難い環境に陥っているからだと考えていた。
興人の再建にあたっても全従業員に経営破綻の原因を分析させ、部下・特に中間管理職が経営陣に意見具申できず、結果として経営陣の暴走を許してしまったことが経営破綻を招いたと結論づけている。
従業員のやる気さえあれば如何なる思想信条も許容し、「働いてもらえさえすれば共産党でも大本教でも構わない」とまで言っている。
また、早川は企業再建に取り組みはするが、再建が完了すると経営から手を引く潔さもあった。こうした早川の経営姿勢は同じ企業再建の名手とも言われた坪内寿夫、大山梅雄とは一種好対照を示すものであり、坪内の様なワンマン的経営姿勢に対しては早川は批判的だった。

## 略歴
- 1932年（昭和7年） 日本建鉄工業取締役
- 1935年（昭和10年）日本建鉄工業常務
- 1947年（昭和22年）日協産業社長
- 1950年（昭和25年）朝比奈機械社長
- 1952年（昭和27年）仙台ビル社長
- 1953年（昭和28年）朝比奈機械会長
- 1957年（昭和32年）日本建鉄会長
- 1959年（昭和34年）東洋刃物会長
- 1961年（昭和36年）仙台放送初代社長
- 1962年（昭和37年）仙台コカ・コーラボトリング会長
- 1966年（昭和41年）日本特殊銅社長
- 1970年（昭和45年）日本建鉄相談役、仙台放送会長
- 1972年（昭和47年）日本特殊銅会長

## 家族・親族
父・智寛
三男の種三は父52歳のときの子。早川家の家督は姉の婿の早川萬一が継いだ。
母・長子大垣藩国老・戸田治郎左衛門の娘で、岐阜県士族戸田鋭之助の妹。兄の鋭之助は大垣商工会議所会頭や大垣貯蓄銀行頭取などを務めた人物。早川種三の『私の履歴書』によれば、「母は、岐阜・大垣の殿様戸田氏の娘で、正妻の子ではなかったようだが、お姫様だ。一度、大垣藩士に嫁いだが、大変な道楽者だったので、離縁して里へ帰っていた。…お盆などには末っ子の私を連れてよく岐阜の大垣へ里帰りした。大垣では母の兄が銀行の頭取を務めていた。その末娘が盛田昭夫ソニー会長の母親、収子さんである。彼女は私と歳が一つちがいの従妹で、よく一緒に遊んだ。」という。
兄・退蔵
妻・梅子（実業家上野吉二郎の娘）
早川種三の『私の履歴書』によれば、「父親の吉二郎氏は横浜電灯などを興した人で、当時は京浜電力の重役だった」という。上野吉二郎の伝記によると、銀行員を経て横浜電灯の支配人として入社、横浜電気と改名後社長就任（のちに東京電灯に吸収合併し解散）、京浜電力副社長、電気協会会長、電気倶楽部理事長など電力畑で活躍した。梅子はその次女。三男（養子）の岳父に倉知鉄吉、長女の夫に金森次郎がいる。
長女・雅子（森永製菓元副社長・加藤正二の妻）
二女・竹子（東北大学元学長・西沢潤一の妻）
夫の祖父に竹本長三郎、夫の弟に西澤泰二、娘婿に高橋恒一がいる。
長男・一郎（三菱重工）
1934年生。慶応大学法学部卒。岳父に三菱重工業社長・牧田与一郎
二男・二郎（仙台放送第4代社長、会長）
1934年生、2022年没。慶応大学法学部卒、日東商船、フジテレビを経て仙台放送。岳父に日本精工社長・今里広記
三男・鉄三（妻・和歌子、尾平聡男の長女）
従兄・戸田直温
母方伯父の長男。東京帝国大学法科大学政治科卒。朝鮮総督府鉄道局理事

## 関連人物
- 戸田氏
- 土光敏夫
- 盛田昭夫
- 槇有恒